# Jemdet Nasr-periode
| Geschiedenis van Mesopotamië |                                              |                                              |                                              |                                                                        |                                                                        |                                                                        |                                                                        |
| Prehistorisch Mesopotamië pre–3100 v. Chr. Hassunacultuur 6400-5800 Samarracultuur 5500-4800 Halafcultuur 5500-4500 Obeidcultuur 5500-4000 Urukperiode 4000-3100                              |                                              |                                              |                                              |                                                                        |                                                                        |                                                                        |                                                                        |
| Sumerië Jemdet Nasr-periode 3100-2900 Vroeg-dynastieke periode 2900-2350 Ebla 2500-2350 — Mari 2900- 1750 Akkadische Rijk 2350-2150 Guti-overheersing 2212–2120 Neo-Sumerische Rijk 2120–2004 |                                              |                                              |                                              |                                                                        |                                                                        |                                                                        |                                                                        |
| Tijd van Isin en Larsa 2004–1763 v. Chr. | Tijd van Isin en Larsa 2004–1763 v. Chr.     | Tijd van Isin en Larsa 2004–1763 v. Chr.     | Tijd van Isin en Larsa 2004–1763 v. Chr.     | Oud-Assyrische periode 2000–1756 v. Chr.                               | Oud-Assyrische periode 2000–1756 v. Chr.                               | Oud-Assyrische periode 2000–1756 v. Chr.                               | Oud-Assyrische periode 2000–1756 v. Chr.                               |
| Babylonië Oud-Babylonische Rijk 1750-1595 |                                              |                                              |                                              |                                                                        |                                                                        |                                                                        |                                                                        |
| Karduniaš 1590-1100 Midden-Babylonische Rijk | Karduniaš 1590-1100 Midden-Babylonische Rijk | Karduniaš 1590-1100 Midden-Babylonische Rijk | Karduniaš 1590-1100 Midden-Babylonische Rijk | Mitanni 15e eeuw Midden-Assyrische Rijk 1400-1200 Hanigalbat 1400-1200 | Mitanni 15e eeuw Midden-Assyrische Rijk 1400-1200 Hanigalbat 1400-1200 | Mitanni 15e eeuw Midden-Assyrische Rijk 1400-1200 Hanigalbat 1400-1200 | Mitanni 15e eeuw Midden-Assyrische Rijk 1400-1200 Hanigalbat 1400-1200 |
| Nieuw-Assyrische Rijk 900-609 |                                              |                                              |                                              |                                                                        |                                                                        |                                                                        |                                                                        |
| Nieuw-Babylonische Rijk 626-539 |                                              |                                              |                                              |                                                                        |                                                                        |                                                                        |                                                                        |
| Portaal Geschiedenis Portaal Mesopotamië |                                              |                                              |                                              |                                                                        |                                                                        |                                                                        |                                                                        |

De Jemdet Nasr-periode is een archeologische cultuur in Zuid-Mesopotamië (het huidige Irak) die over het algemeen gedateerd wordt tot 3100–2900 v.Chr. De periode is genoemd naar de type-site Jemdet Nasr, waar de archeologische assemblage die typisch is voor deze periode voor het eerst herkend werd. De geografische verspreiding van deze assemblage is beperkt tot Zuid-Irak. De cultuur van de protohistorische Jemdet Nasr-periode is een lokale ontwikkeling die voortkwam uit de voorgaande Urukperiode en overging in de Vroeg-dynastieke Periode.

## Onderzoeksgeschiedenis

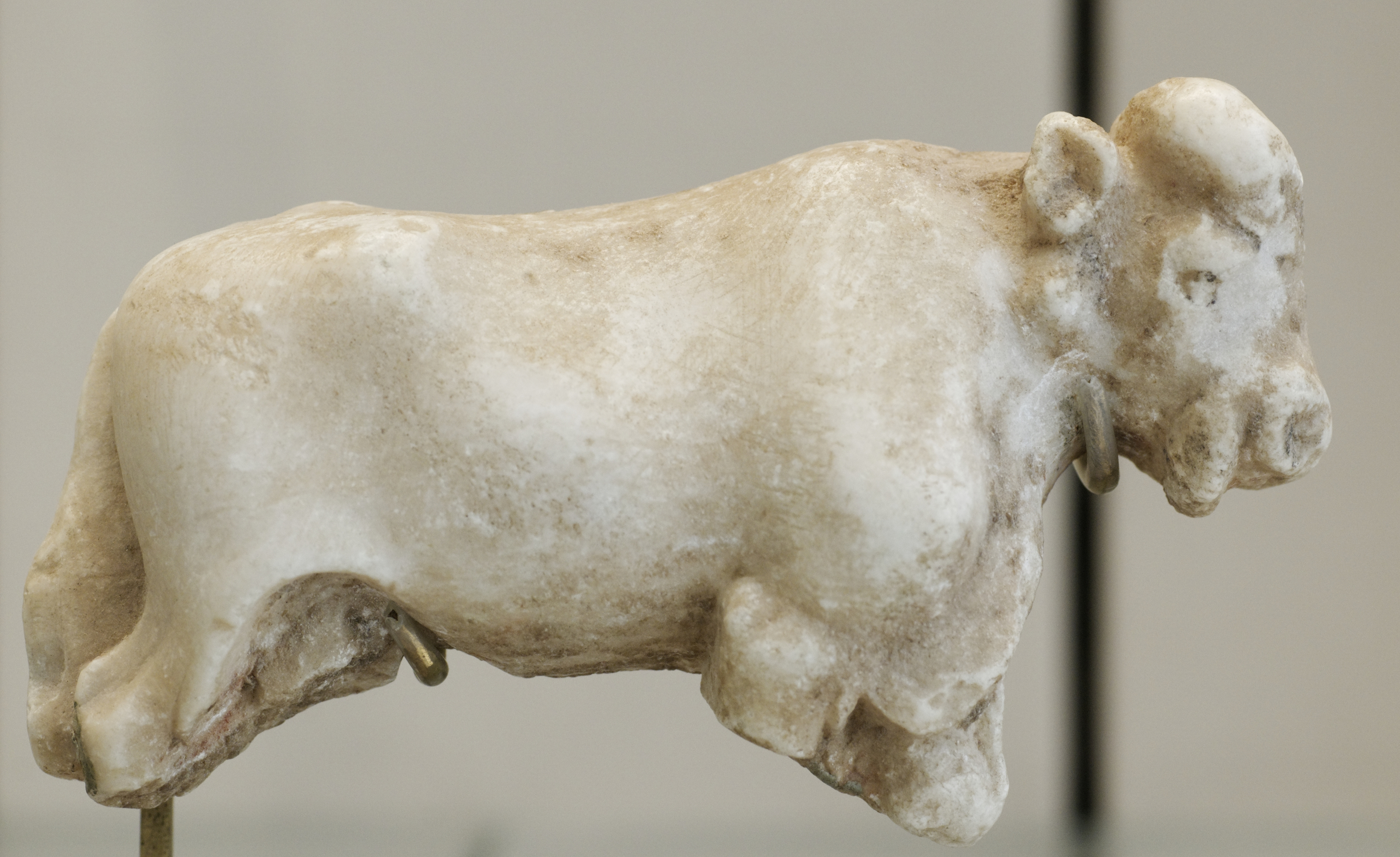
Beeld van een stier uit de Jemdet Nasr-periode, gevonden in Uruk, Irak

Aan het begin van de twintigste eeuw kwamen er kleitabletten met een archaïsche vorm van spijkerschrift op de oudhedenmarkt. In 1903 kochten de Duitse opgravers van Šuruppak (Tell Fara) een collectie van 36 kleitabletten aan. In eerste instantie dachten ze dat deze tabletten van Jemdet Nasr kwamen, maar later bleek dat ze van nabijgelegen Tell Uqair kwamen. In 1915 werden vergelijkbare kleitabletten te koop aangeboden aan een Franse handelaar in oudheden, waarvan ook gezegd werd dat ze van Jemdet Nasr kwamen. Dezelfde soort kleitabletten werden, samen met mooi beschilderd monochroom en polychroom aardewerk door lokale Arabieren getoond aan Stephen Langdon, de opgraver van Kish. Zij vertelden hem dat de vondsten van Jemdet Nasr kwamen, een vindplaats 26 km ten noordoosten van Kish. Langdon bezocht de vindplaats en begon een opgraving in 1926. Hij legde een groot gebouw van kleitichels bloot met daarin een grote collectie van het typische aardewerk en een collectie van 150 tot 180 kleitabletten met het proto-spijkerschrift. Men zag onmiddellijk het belang van deze vondsten in en de Jemdet Nasr-periode, genoemd naar de site waar het materiaal als eerste gevonden was, werd officieel gedefinieerd op een congres in Bagdad in 1930, tegelijk met de Urukperiode en de Ubaidperiode. Later werd aangetoond dat een deel van het materiaal waarvan men dacht dat het uniek was voor de Jemdet Nasr-periode al voorkwam in de Urukperiode en de latere Vroeg-Dynastieke periode. Men is er echter nog steeds van overtuigd dat de archeologische assemblage Jemdet Nasr-periode, evenals zijn sociaal-culturele kenmerken, voldoende uniek is om als een zelfstandige periode gehandhaafd te blijven. Sinds de eerste opgravingen op Jemdet Nasr is materiaal van deze periode aangetroffen op talrijke andere vindplaats in Centraal- en Zuid-Irak, zoals Abu Salabikh, Šuruppak, Khafajah, Nippur, Tell Uqair en Uruk.

## Datering en periodisering
In oudere literatuur wordt nog weleens geschreven dat de Jemdet Nasr-periode van 3200 tot 3000 v.Chr. liep, maar tegenwoordig dateert men de periode 3100–2900 v.Chr. gebaseerd op C14-datering. De Jemdet Nasr-periode in Centraal/Zuid-Irak is gelijktijdig met de vroege Nineveh V periode in Boven-Mesopotamië en de Proto-Elamitische periode in West-Iran. Al deze culturen werden gekenmerkt door het ontstaan van een bureaucratie en door toenemende sociale ongelijkheid.

## Kenmerken
Het meest typerende kenmerk is het opvallend beschilderde monochrome en polychrome aardewerk. De beschilderingen zijn zowel geometrisch als figuratief; op de laatste zijn bomen en dieren zoals vogels, vissen, geiten, schorpioenen en slangen te zien. Het beschilderde aardewerk maakt echter maar een klein deel uit van de totale aardewerk-assemblage. De archeologische context waarin het gevonden wordt wijst erop dat het aardewerk was voorbehouden aan mensen met een hoge sociale status. In Jemdet Nasr werd dit beschilderde aardewerk uitsluitend in het grote centrale gebouw van de nederzetting gevonden, en men vermoedt dat het een rol speelde in de administratie van economische activiteiten. In Šuruppak en Tell Gubba, in het Hamrin-gebied, werd beschilderd Jemdet Nasr-aardewerk in een vergelijkbare context gevonden.
Naast het kenmerkende aardewerk is de periode ook bekend als een van de ontwikkelingsstadia van het spijkerschrift. De oudste kleitabletten zijn gevonden in Uruk en dateren uit het late 4e millennium v.Chr., iets vroeger dan de Jemdet Nasr-periode. In de Jemdet Nasr-periode had het schrift al een aantal veranderingen ondergaan. Het schrift bestond oorspronkelijk uit pictogrammen maar in de Jemdet Nasr-periode vond reeds een ontwikkeling plaats naar eenvoudiger en meer abstracte ontwerpen. Het is in deze periode dat het schrift zijn iconische spijker-vorm verkreeg. De taal waarin geschreven werd kan niet met zekerheid geïdentificeerd worden, maar men denkt dat het Sumerisch is. Zonder uitzondering gaan de teksten over administratieve onderwerpen zoals de rantsoenering van voedsel of lijsten van voorwerpen of dieren. Literaire genres zoals hymnes en koningslijsten, zoals die in latere periodes in Mesopotamië veel voorkomen, komen niet voor. Er waren 2 verschillende telsystemen in gebruik: een sexagesimaal systeem voor bijvoorbeeld mensen en dieren, en een bisexagesimaal systeem voor zaken zoals graan, kaas en verse vis. Archieven uit de Jemdet Nasr-periode zijn gevonden in Uruk, Tell Uqair en Khafajah.

## Samenleving
De centrale gebouwen, administratieve kleitabletten en rolzegels van vindplaatsen zoals Jemdet Nasr duiden erop dat nederzettingen uit deze periode strak georganiseerd waren met een centrale administratie die ieder aspect van de samenleving reguleerde, van handwerk tot landbouw en voedselrantsoenering. De economie was voornamelijk gebaseerd op landbouw, het houden van schapen en geiten en kleinschalige handel. Er zijn maar weinig luxegoederen of exotische handelswaren gevonden op vindplaatsen uit deze periode. De homogeniteit van het aardewerk in de Zuid-Mesopotamische vlakte wijst echter op intensieve contacten en handel tussen de nederzettingen. Dit beeld wordt versterkt doordat in Jemdet Nasr een zegel gevonden is met een namenlijst van steden, waaronder Ur, Uruk en Larsa.